# Ningen shikkaku: Dazai Osamu to san-nin no onnatachi
Pour plus de détails, voir Fiche technique et Distribution.
Ningen shikkaku: Dazai Osamu to san-nin no onnatachi (人間失格 太宰治と3人の女たち, litt. « La déchéance d'un homme : Osamu Dazai et trois femmes ») est un film japonais réalisé par Mika Ninagawa et sorti en 2019 au Japon. C'est l’adaptation du roman homonyme d'Osamu Dazai (publié en 1948).
Il totalise plus de 10 millions $ au box-office japonais de 2019.

## Synopsis
La vie de l'écrivain Osamu Dazai (Shun Oguri), l'un des auteurs les plus populaires au Japon, mais dépendant de l'alcool et de l'amour. Il est marié et a deux maîtresses.

## Fiche technique
- Titre original : 人間失格 太宰治と3人の女たち (Ningen shikkaku: Dazai Osamu to san-nin no onnatachi?)
- Réalisation : Mika Ninagawa
- Scénario : Kaeko Hayafune
- Photographie : Ryuto Kondo
- Musique : Jun Miyake
- Production : Mitsuru Uda
- Société de production : Shōchiku
- Sociétés de distribution : Shōchiku et Asmik Ace Entertainment
- Pays d’origine :  Japon
- Langue originale : japonais
- Format : couleur - 1,85:1
- Genres : film biographique
- Durée : 120 minutes
- Dates de sortie :  
  - Japon : 13 septembre 2019[1]

## Distribution
- Shun Oguri : Osamu Dazai
- Rie Miyazawa : Michiko Tsushima
- Erika Sawajiri : Shizuko Ōta
- Fumi Nikaidō : Tomie Yamazaki
- Ryō Narita (en) : Junichi Sakura
- Yūdai Chiba (en) : Kaoru Ota
- Kengo Kōra : Yukio Mishima
- Tatsuya Fujiwara : Ango Sakaguchi